# La Celle-Saint-Cloud
La Celle Saint-Cloud là một xã trong tỉnh Yvelines thuộc vùng Île-de-France của Pháp.

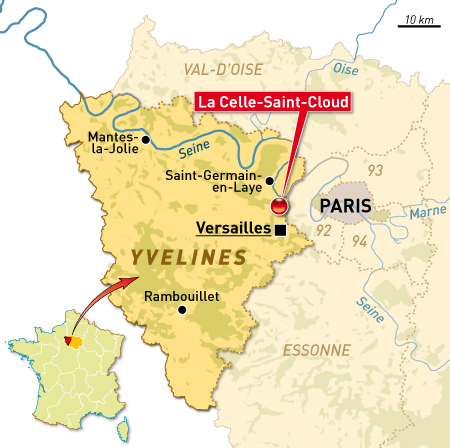
Vị trí Celle Saint-Cloud trong Yvelines

Các xã giáp ranh: Rueil-Malmaison về phía đông bắc, Vaucresson về phía đông nam, Chesnay về phía nam, de Rocquencourt về phía tây nam, Louveciennes về phía tây và Bougival về phía tây bắc.

## Biến động dân số
| 1793 | 1800 | 1806 | 1821 | 1831 | 1836 | 1841 | 1846 | 1851 |
| ---- | ---- | ---- | ---- | ---- | ---- | ---- | ---- | ---- |
| 361  | 329  | 363  | 340  | 361  | 365  | 388  | 416  | 433  |

| 1856 | 1861 | 1866 | 1872 | 1876 | 1881 | 1886 | 1891 | 1896 |
| ---- | ---- | ---- | ---- | ---- | ---- | ---- | ---- | ---- |
| 460  | 592  | 616  | 560  | 663  | 892  | 821  | 867  | 910  |

| 1901 | 1906  | 1911  | 1921  | 1926  | 1931  | 1936  | 1946  | 1954  |
| ---- | ----- | ----- | ----- | ----- | ----- | ----- | ----- | ----- |
| 963  | 1 029 | 1 093 | 1 167 | 1 534 | 1 782 | 2 043 | 2 863 | 5 018 |

| 1962                                         | 1968   | 1975   | 1982   | 1990   | 1999   | - | - | - |
| -------------------------------------------- | ------ | ------ | ------ | ------ | ------ | - | - | - |
| 20 284                                       | 24 687 | 25 696 | 23 326 | 22 834 | 21 527 | - | - | - |
| Số liệu kể từ 1962 : dân số không tính trùng |        |        |        |        |        |   |   |   |